# دنفر ديكرسون
دنفر ديكرسون هو صحفي وسياسي أمريكي، ولد في 23 أبريل 1914 في Nevada State Prison ‏ في الولايات المتحدة، وتوفي في 19 يوليو 1981 في بيثيسدا في الولايات المتحدة. نشط حزبياً في الحزب الديمقراطي. وقد انتخب Secretary of Guam ‏ وانتخب عضو المجلس النيابي لولاية نيفادا ‏.